# André Gonçalo Dias Pereira
André Gonçalo Dias Pereira (Cantanhede, 3 de Junho de 1974) é um jurista e professor português.     
André Dias Pereira é Vice-Presidente eleito do Conselho Nacional de Ética para as Ciências da Vida, desde 2021, e Diretor do Centro de Direito Biomédico da Faculdade de Direito da Universidade de Coimbra, desde 2014. É ainda Presidente da Comissão de Ética da AIBILI -  Associação para Investigação Biomédica em Luz e Imagem; Membro da Comissão de Bioética da Sociedade Portuguesa de Genética Humana; Membro do Comité de Ética Animal do IMBC - Instituto de Biologia Molecular e Celular (Porto); «Governor» da Associação Mundial de Direito Médico; Fellow do European Centre on Tort and Insurance Law.  

## Biografia

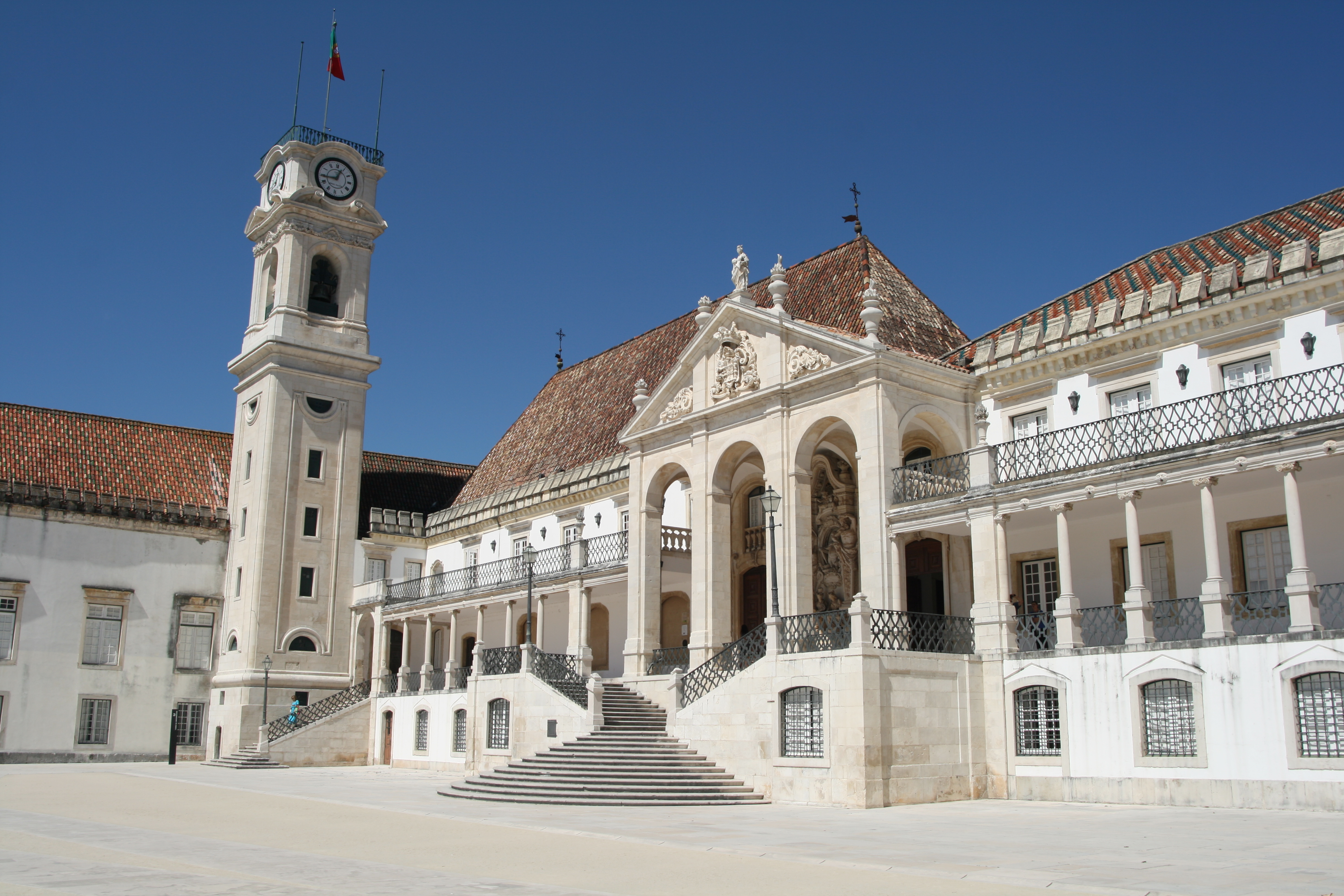
Edifício da Faculdade de Direito da Universidade de Coimbra, em 2013.

### Nascimento e formação
Nasceu em 3 de Junho de 1974, no concelho de Cantanhede.[carece de fontes?]
Licenciou-se em Direito pela Universidade de Coimbra, tendo recebido o Prémio Escolar Doutor Manuel de Andrade por ser o melhor estudante do curso jurídico de 1992-1997, prémio este instituído pela Fundação Rangel de Sampaio. Em 1999, concluiu a pós-graduação em Direito da Medicina, pelo Centro de Direito Biomédico da Universidade de Coimbra. Em 2002 fez a pós-graduação em Ciências Jurídico-Civilísticas, pela Universidade de Coimbra, tendo o seu professor de mestrado sido o reitor Rui de Alarcão. Em 2003, terminou o mestrado em Ciências Jurídico-Civilísticas na Universidade de Coimbra, tendo recebido outro Prémio Escolar Doutor Manuel de Andrade pela melhor Dissertação em Ciências Jurídico-Civilísticas na Faculdade de Direito de Coimbra, distinção esta que foi instituída pela Fundação Engenheiro António de Almeida. Fez o doutoramento em Direito Civil na Faculdade de Direito da Universidade de Coimbra. tendo sido aprovado com a tese Direitos dos pacientes e responsabilidade médica, que foi a base de um livro com o mesmo título, apresentado em 2015. Em 10 de Janeiro de 2014, concluiu o doutoramento em Ciências Jurídico-Civilísticas pela Universidade de Coimbra, tendo sido aprovado com distinção e louvor, por unanimidade.

### Carreira profissional
Em 1999, começou a trabalhar no Centro de Direito Biomético como secretário científico da direcção, tendo ascendido a membro daquele órgão em 2010 e a presidente em 2014. Em 2002, integrou-se no European Centre on Tort and Insurance Law (en), sedeado em Viena, na Áustria. Em 2003, passou a exercer como  professor privado convidado do Summer Course on European Private Law, da Universidade de Salzburgo, na Áustria. Entre 2003 e 2004 trabalhou como assistente na Faculdade de Direito da Universidade de Coimbra, tendo ascendido a professor auxiliar em Janeiro de 2014. Entre 2003 e 2014 foi secretário do conselho redatorial da Revista Lex-Medicinae – Revista Portuguesa de Direito da Saúde, tendo-se tornado membro daquele órgão em Junho de 2014. Em 2005 tornou-se curador da Fundação Portuguesa A Comunidade Contra a SIDA, e assumiu a posição de vice-presidente da Comissão de Ética da AIBILI - Associação para Investigação Biomédica em Luz e Imagem, na qual ascendeu a presidente em 2017. Entre 2005 e 2007, esteve integrado no Conselho Nacional de Medicina Legal. Em 23 de Abril de 2008 passou a ocupar a posição de investigador colaborador do Centro de Estudos Interdisciplinares do Século XX da Universidade de Coimbra - CEIS20, como parte do Grupo de História e Sociologia da Ciência e da Tecnologia, e em 2009 integrou-se no Centro de Estudos Clássicos e Humanísticos, igualmente com o posto de investigador colaborador. Em 2009 foi eleito pela Assembleia da República para a posição de membro suplente do Conselho Nacional de Ética para as Ciências da Vida, tendo sido promovido a membro daquela instituição em 2015. Entre 2009 e 2012 trabalhou para a Universidade de Toulouse III como professor convidado do programa Summer School on European Health Law and Bioethics. Entre 2010 e 2018 ocupou o posto de governor na Associação Mundial de Direito Médico (en), organização na qual também fez parte do Comité Executivo entre 2012 e 2016.
Em 2011, tornou-se membro do Observatório de Interações Planta-Medicamento da Faculdade de Farmácia da Universidade de Coimbra, e foi membro da Associação Mundial de Direito Médico entre 2012 e 2016. Neste último ano também se tornou investigador integrado do Instituto Jurídico, naquele estabelecimento de ensino. Em 2013 integrou-se na European Association of Health Law. Em Junho de 2015, apresentou a sua obra Direitos dos Pacientes e Responsabilidade Médica na Sala Miguel Torga, na sede da Secção Regional do Centro da Ordem dos Médicos. Durante a sessão, o Bastonário da Ordem dos Médicos, José Manuel Silva, realçou a importância deste livro, tendo afirmado que «Nós, médicos, lidamos com as questões da responsabilidade médica e do Direito médico e sentimos, muitas vezes, que, apesar de haver da parte do Direito um entendimento construtivo daquilo que são as complexidades da profissão médica – e aquilo que deve ser entendido como responsabilidade médica por não se conseguiram os fins que o doente está à espera – o que nós, médicos, temos de garantir é que se usem os meios adequados para cada situação». Em 7 de Julho desse ano, também fez a apresentação da sua obra no Salão Nobre da Ordem dos Advogados, em Lisboa. Numa nota que distribuiu na reitoria da Universidade de Coimbra em Janeiro de 2014, o investigador criticou o sistema legal português como pouco adequado para a prática da medicina, tendo argumentado que o «sistema de responsabilidade médica» centrava «toda a investigação na procura da culpa individual (médico) e esquece a estrutura complexa em que o profissional está inserido». Explicou que «ao ignorar a complexidade da estrutura, promove-se a ocultação das falhas e dificulta-se o apuramento das causas sistémicas, no sentido de melhorar a medicina e a saúde das gerações futuras, e promove-se a medicina defensiva», e salientou que «o sistema português falha face ao médico, mas, paradoxalmente, falha especialmente perante o doente, porque é muito difícil obter prova pelo dano e quando se alcança, os valores de indemnização são modestos». O investigador aconselhou que fosse criado um «sistema legal que recompense as vítimas de forma célere e crie condições para o estudo do erro médico e desenvolver um direito disciplinar mais rigoroso», tendo elogiado o modelo francês como o mais equilibrado em toda a Europa.
Em 2015, tornou-se membro do Instituto de Direito Comparado Luso-Brasileiro, e da Associação Internacional de Direito Comparado. Nesse ano, ocupava a posição de conselheiro na Comissão de Ética para a Investigação Clínica, e fazia igualmente parte de outras comissões de ética, como o Instituto Nacional de Saúde, a Sociedade de Genética Humana e a Comissão de Ética Animal. Desempenhou igualmente a função de program chair no 21.º Congresso Mundial de Medicina Legal, organizado entre 2 e 6 de Agosto de 2015, em Coimbra. Nesse ano também foi membro do Conselho Médico-Legal do Instituto Nacional de Medicina Legal e Ciências Forenses, posição que voltou a ocupar em 2020. Entre 2015 e 2020 também fez parte do Conselho Nacional de Ética para as Ciências da Vida. Em 2016 começou a fazer do conselho editorial científico dos Cadernos Ibero-Americanos de Direito Sanitário, e em 2017 do conselho consultivo do periódico especializado Polar - Portuguese Law Review. Entre 2016 e 2019 foi membro do Conselho Científico-Pedagógico do Núcleo Regional do Centro da Liga Portuguesa Contra o Cancro, posição que voltou a ocupar entre 2019 e 2021. Em 2018 tornou-se membro da Comissão de Ética do Instituto Nacional de Medicina Legal e Ciências Forenses, e entre Fevereiro e Outubro desse ano fez parte da Comissão de Revisão da Lei de Bases da Saúde n.º 48/90, de 24 de Agosto. Em 2019 integrou-se conselho redatorial da revista do Instituto Brasileiro de Estudos de Responsabilidade Civil, instituição da qual se tornou associado internacional em 2019. Também em 2019, foi membro fundador do Laboratório de Ética Aplicada, integrado no Centro de Estudos Clássicos e Humanísticos da Universidade de Coimbra, e começou a fazer parte do conselho consultivo da publicação Medicine and Law, e da Comissão de Ética do Instituto Politécnico de Coimbra.
Em Fevereiro de 2020, deu uma entrevista ao Diário de Notícias e à TSF Rádio Notícias, na sequência da votação sobre a eutanásia no parlamento, tendo nessa altura afirmado a sua posição a favor da morte assistida. Segundo Dias Pereira, «negar a despenalização e a regulação da ajuda à morte pode ser visto como uma forma de autoritarismo do Estado, que impõe um certo modo de ver a morte». Em Dezembro desse ano, liderou a Lista M, durante as eleições para os representantes no Conselho Geral da Universidade de Coimbra para o quadriénio 2020-2024, tendo alcançado um lugar com 73 votos.
Em Junho de 2021, foi um dos especialistas convidados pelo portal noticioso Polígrafo para discutir uma polémica envolvendo a Câmara Municipal de Gondomar, quando esta exigiu um comprovativo de vacinação de Covid-19 para os utentes que se quisessem inscrever num programa de ginástica sénior. Dias Pereira comentou «no plano substancial», aquela medida parecia ser «uma norma de funcionamento de atividade adequada e proporcional». Elaborou igualmente que «no plano orgânico, embora, por regra, só a Assembleia da República (ou o Governo com autorização da AR) possam limitar direitos fundamentais, não me parece que seja uma restrição de direitos. Antes um condicionalismo, não discriminatório, adequado e proporcional, e que se enquadra nos poderes da entidade organizadora», tendo enfatizado que «a não exigência de vacinação a pessoas dessa idade para praticar ginástica em grupo poderia configurar uma colocação em risco da população que se visa alcançar com as aulas de ginástica».